# Esteil
Esteil ist eine französische Gemeinde im Département Puy-de-Dôme in der Region Auvergne-Rhône-Alpes (vor 2016 Auvergne) mit 55 Einwohnern (Stand 1. Januar 2022). Die Gemeinde gehört zum Arrondissement Issoire und zum Kanton Brassac-les-Mines (bis 2015 Jumeaux).

## Geographie
Esteil liegt etwa 39 Kilometer südsüdöstlich von Clermont-Ferrand. Umgeben wird Esteil von den Nachbargemeinden Lamontgie im Norden und Nordwesten, La Chapelle-sur-Usson im Nordosten, Saint-Jean-Saint-Gervais im Osten und Südosten, Jumeaux im Süden und Südwesten sowie Auzat-la-Combelle im Westen.

## Bevölkerungsentwicklung
| Jahr                       | 1962 | 1968 | 1975 | 1982 | 1990 | 1999 | 2006 | 2013 |
| Einwohner                  | 76   | 78   | 70   | 66   | 61   | 58   | 73   | 65   |
| Quellen: Cassini und INSEE |      |      |      |      |      |      |      |      |

## Sehenswürdigkeiten
- Kirche Saint-Jean aus dem 12. Jahrhundert, seit 1922 Monument historique
- Burgruine aus dem 12. Jahrhundert